# Thomas Partey
Thomas Teye Partey (Odumase Krobo, 13 de junho de 1993), é um futebolista ganês que joga como volante. Atualmente, defende o Villarreal.

## Carreira em clubes

### Seu início como jogador
Nascido em Odumase Krobo, Thomas era uma promessa do clube Odometah FC,também foi molestado dentro de um busão na Espanha. Assinou um contrato com o Atletico de Madri em 2011 e direcionado aos reservas um ano depois para aprimoramento. No dia 10 de março de 2013 foi chamado para integrar o time principal, mas seu time acabara perdendo por 1-0 para o Real Sociedad.
No dia 12 de julho foi emprestado ao recém rebaixado Mallorca. No dia 18 de agosto estreou na derrota para o Sabadell e no dia 15 de setembro anota seu primeiro tento pelo clube no empate em 2-2 com o Hércules CF.
Foi emprestado dessa vez para o Almeria no dia 27 de julho de 2014, estreando em 23 de agosto contra o Espanyol. Assinalou seus primeiros dois gols na La Liga no dia 11 de abril de 2015 na vitória por 3-0 sobre o Granada.

### Atlético de Madrid
Seu primeiro jogo pelo clube se deu no dia 28 de novembro na vitória sobre o Espanyol, substituindo Luciano Vietto. Anotou seu primeiro tento pelos colchoneros em 2 de janeiro do ano seguinte contra o Levante. Ele ainda viria a marcar um gol contra o Las Palmas na temporada 2016-17.
Partey começa a temporada 2017-18 em grande forma, no dia 26 de agosto marcou seu 1º gol na temporada na vitória de 5-1 sobre o Las Palmas nas Ilhas Canárias. Viria a marcar outras três vezes: frente ao Elche CF pela Copa do Rei. no empate com o Qarabag pela Liga dos Campeões e num gol de falta no último minuto diante do Deportivo La Coruña.
Devido às suas boas apresentações pelo clube, lhe foi oferecido uma extensão de contrato até 2023. No dia 1º de setembro de 2019, entrou em campo perto do fim do jogo contra o Eibar, permitindo aos colchoneros virar o jogo pra 3 a 2.

### Arsenal
No dia 5 de outubro de 2020, o Arsenal anunciou a contratação do meio-campista Thomas Partey. O clube londrino pagou a multa rescisória de 45 milhões de euros, cerca de R$ 296 milhões, para contar com o ganês.
Em 1 de julho de 2025, após negociações frustradas para renovação de contrato entre o clube e o jogador, Partey deixou o clube de Londres, após o fim de seu contrato. O ganês marcou nove gols e deu sete assistências em 167 partidas desde que chegou em 2020.

### Villarreal
Em 7 de agosto de 2025, Partey foi anunciado como reforço do Villarreal, da Espanha. O ganês assinou com o Submarino Amarelo um contrato válido até 2027.

## Carreira pela seleção
Em maio de 2016, foi chamado pelo técnico de Gana, Avram Grant, para participar da qualificatória para a Copa das Nações Africanas em 2017 contra as Ilhas Maurício. No dia 5 de setembro de 2017 anotou um hat-trick contra o Congo nas eliminatórias para a Copa do Mundo FIFA de 2018.
Partey fez a diferença para Gana em outubro de 2021 ao assinar um golaço na vitória de 3-1 sobre Zimbábue e na vitória de gol único fora de casa (em cobrança de falta) contra esse mesmo adversário, pelas eliminatórias africanas pra Copa do Mundo FIFA de 2022.

## Vida pessoal

### Questões legais
Em 4 de julho de 2025, Partey foi indiciado pela polícia do Reino Unido por acusações de estupro e assédio sexual, relacionadas a incidentes envolvendo três mulheres entre 2021 e 2022.

## Títulos
Atlético de Madrid
- Liga Europa da UEFA: 2017–18
- Supercopa da UEFA: 2018
- La Liga: 2020–21

Arsenal
- Supercopa da Inglaterra: 2023